# Koon Pandiyan
Koon Pandiyan —El Pandyan jorobado— era el apodo de un rey que gobernó Madurai alrededor del siglo VII, ubicado a orillas del río Vaigai, ha sido un asentamiento importante durante dos milenios. Algunos historiadores lo identifican con el rey pandyano Arikesari Parankusa Maravarman.
Se convirtió del shaivismo al jainismo, pero luego se volvió a convertir bajo la influencia del Sambandar. Según una leyenda shaivita, después de su reconversión, ordenó una masacre mediante empalamiento de 8000 jains en Samanatham, aldea panchayat en el distrito Madurai de Tamil Nadu. Se dice que Sambandar curó su espalda encorvada, después de lo cual fue conocido como Sundara Pandya, el Pandyan hermoso.

## Conversión al Shaivismo
En el siglo VII, el jainismo era una de las principales religiones del sur de la India. Koon Pandian había abrazado el jainismo, pero su esposa, Mangayarkkarasiyar, y su ministro, Kulachirai Nayanar, conocido por ser hospitalario con los santos y poetas shaivitas eran ambos shaivitas. Cuando el rey sufrió de forúnculos y fiebre incurable, los dos invitaron al santo shaivita, Sambandar, a Madurai. Se dice que Sambandar curó su fiebre y su espalda encorvada. Después de esto, el rey se convirtió en shaivita, y varios de sus súbditos se convirtieron, así mismo, al shaivismo durante su gobierno. El poeta tamil Sekkizhar honró a Koon Pandiyan, Kulachirai y Mangaiarkkarasi nombrándolos entre los 63 nayanars de Periya Puranam.
Según una leyenda shaivita, cuando los jainos de Samanatham se negaron a convertirse al shaivismo, el rey ordenó sus asesinatos con el consentimiento de Sambandar. Se dice que unos 3000 jainistas se suicidaron después de perder un debate y se colocaron sobre estructuras afiladas, altas y cónicas en posición sentada. Sin embargo, esta leyenda no se encuentra en ningún texto jainista y se cree que es una historia inventada por los shaivitas para demostrar su dominio.

## Legado
Se dice que Koon Pandiyan murió sin un heredero legítimo y, después de su muerte, varios reclamantes lucharon entre sí para controlar el reino.